# 월탄문학상
월탄문학상(月灘文學賞)은 월탄 박종화의 문학 정신을 기리기 위해 1966년 제정된 대한민국의 문학상으로, 월탄문학상 운영위원회가 주관하고 있다. 박종화가 1966년에 제1회 5·16민족상 학.예술 본상 상금 100만원을 받은 것을 월탄문학상 상금 기금으로 내놓았다.

## 대상
시, 소설, 비평

## 역대 수상자.수상작
| 회     | 수상년도 | 작가           | 작품                                                                      |
| ------ | -------- | -------------- | ------------------------------------------------------------------------- |
| 제1회  | 1966년   | 성춘복         | 시집 《공원 파고다》                                                      |
| 제2회  | 1967년   | 김의정         | 장편소설《목소리》                                                        |
| 제3회  | 1968년   | 이탄           | 시집《소등》                                                              |
| 제4회  | 1969년   | 김우종         | 《한국현대소설사》                                                        |
| 제5회  | 1970년   | 이범선         | 《청대문집 개》                                                           |
| 제6회  | 1971년   | 김윤성         | 시집《예감》                                                              |
| 제7회  | 1972년   | 박경리         | 소설《토지1부》                                                           |
| 제8회  | 1973년   | 황금찬         | 시집《오후의 한강》                                                       |
| 제9회  | 1974년   | 윤병로         | 《韓國現代批評文學序說(한국현대비평문학서설)》,《現代作家論(현대작가론)》 |
| 제10회 | 1975년   | 최일남         | 《서울사람들》                                                            |
| 제11회 | 1976년   | 박희진         | 《빛과 어둠의 사이》                                                      |
| 제12회 | 1977년   | 김후란         | 시집《어떤 파도》                                                         |
| 제13회 | 1978년   | 김여정         | 《겨울새》                                                                |
| 제14회 | 1979년   | 이성교         | 《눈 온날 저녁》                                                          |
| 제15회 | 1980년   | 윤재근         | 《한국시문학비평》                                                        |
| 제16회 | 1981년   | 신동한, 김국태 | 《비평문학산책》(신동한),단편《귀는 왜 줄창 열려 있나》(김국태)           |
| 제17회 | 1982년   | 천이두         | 《문학과 시대》                                                           |
| 제18회 | 1983년   | 서정인         | 《철쭉제》                                                                |
| 제19회 | 1984년   | 정진규         | 《연필로 쓰기》                                                           |
| 제20회 | 1985년   | 허영자         | 《그 어둠과 빛의 사랑》                                                   |
| 제21회 | 1986년   | 김용운         | 《고향》                                                                  |
| 제22회 | 1987년   | 박제천         | 《어둠보다 멀리》                                                         |
| 제23회 | 1988년   | 신동욱         | 《삶의 투시로서의 문학》                                                  |
| 제24회 | 1989년   | 구혜영         | 《》                                                                      |
| 제25회 | 1990년   | 강계순         | 《익명의 편지》                                                           |
| 제26회 | 1991년   | 홍윤기         | 《시인의 편지》                                                           |
| 제27회 | 1992년   | 구인환         | 장편《동트는 여명》                                                       |
| 제28회 | 1993년   | 오찬식         | 단편《맥》                                                                |
| 제29회 | 1994년   | 정소성         | 《소설 대동여지도》                                                       |
| 제30회 | 1995년   | 성찬경         | 시집《묵극》                                                              |
| 제31회 | 1996년   | 김지연         | 중단편《어머니의 고리》                                                   |
| 제32회 | 1997년   | 왕수영         | 《죠오센진의 흉터》                                                       |
| 제33회 | 1998년   | 이동희         | 대하소설《땅과 흙》                                                       |
| 제34회 | 1999년   | 강우식         | 시집《바보 산수》                                                         |
| 제35회 | 2000년   | 유안진         | 《봄비 한 주머니》                                                        |
| 제36회 | 2001년   | 김구용         | 《김구용 문학전집》                                                       |